# CAM型光合成
CAM型光合成（CAMがたこうごうせい）は、砂漠などの多肉植物や、同様に水分ストレスの大きな環境に生息する着生植物に多く見られる光合成の一形態である。これを行う植物をCAM植物と呼ぶ。この方法の特徴として、CO2の取り込みを夜に行い、昼に還元することが挙げられる。CAMとはベンケイソウ型有機酸代謝のことで Crassulacean Acid Metabolism の頭字語である。

## CAM経路
CAM経路はCO2を濃縮するための経路のことである。
CAM植物は夜間にCO2を取り込み、それを水和させ、HCO3-にし、それをPEP(PEP:ホスホエノールピルビン酸)とPEPカルボキシラーゼを用いてオキサロ酢酸（C4）にする。そしてNADPHとリンゴ酸デヒドロゲナーゼを用いてリンゴ酸（C4）にする。そして、このリンゴ酸は昼まで液胞に貯蔵される。
そして、昼になると、貯蔵されたリンゴ酸がNADP+と反応し、NADPHとピルビン酸（C3）、CO2が生成される。このように濃縮されたCO2はカルビン - ベンソン回路に入り、ピルビン酸はデンプンとなり、PEPの原料となる。PEPはピルビン酸からATPとピルビン酸オルトリン酸ジキナーゼを用いて合成される。
また、CAM経路はC4経路と同様にカルビン - ベンソン回路のみの場合と比べ、エネルギーを余計に消費する。

## このような機構になる理由
CAM型光合成は砂漠といった水分が慢性的に不足しており、かつ昼夜の温度差が大きい環境に適応したものだと考えられる。通常の植物は昼に気孔を開け、CO2を取り込む。ただし、このような環境下の場合、同時に大量の水分を失ってしまう。しかし、CAM植物は涼しい夜に気孔を開け、CO2の取り込みを行い、昼は気孔を閉じることで水分の損失を最小限に抑えることができる。アナナス科、ラン科植物など熱帯気候雨林に生息するCAM植物の場合は、着生環境で水が得にくい環境に生息すること、また夜間にCO2を吸収することは、C3植物との競合がないためCO2を吸収しやすいと言った意味も考えられる。

## C4型光合成との違い
CAM型光合成とC4型光合成は似ている点が多い。しかし、大きく異なる点としてC4型光合成がCO2の濃縮、還元を葉肉細胞と維管束鞘細胞と場所を分けて行っているのに対し、CAM型光合成は夜と昼で時間的に分けて行っている点である。そのため、C4型光合成を行う植物は通常のC3型光合成を行う植物と比べて1日当たりの光合成速度が速く、成長速度も大きいが、CAM型光合成を行う植物は日中に二酸化炭素の取り込みを行わないことにより、1日当たりの光合成速度が大きく制約され、成長も遅くなる。

## CAM植物の例
- サボテン科 (Cactaceae)
- ベンケイソウ科 (Crassulaceae)
- トウダイグサ科 (Euphorbiaceae)
- アロエ属（Aloë）
- パイナップル科(Bromeliaceae)
- ラン科(Orchidaceae)

## CAM植物の利用
夜間に二酸化炭素を吸収することから観葉植物として寝室に置かれることが多い（通常の光合成の植物は夜間に二酸化炭素を放出するため）。